# La idea del hombre
La idea del hombre es un libro de filosofía escrito por Eduardo Nicol y publicado en México en 1946.
En La idea del hombre, Nicol elabora un bosquejo filosófico de la condición humana, estableciendo previamente una morfología de la historicidad y de la temporalidad. Tradicionalmente se considera el cuerpo ser temporal y el espíritu intemporal; Nicol considera al espíritu precisamente como lo temporal en el hombre; el tiempo en que se encuentra el cuerpo solo es el tiempo físico; el hombre vive en otro tiempo. La tensión interior entre «ser» y «poder ser» origina la intencionalidad de la vida y su constante proyección hacia el futuro.
Porque es temporal, el ser del hombre es modal; el ser humano tiene «modos de ser». Vivir es actualizar las potencialidades del ser; la historia es el reflejo de esas tensiones o actualizaciones del «poder ser». Invirtiendo la concepción aristotélica del hombre, Nicol piensa que el ente humano tiene la vida natural en acto y la vida espiritual en potencia. El acto natural y los actos espirituales ya realizados limitan y condicionan la potencia de ser. La libertad es un absoluto, pero no es absoluta en el sentido total. El hombre es modal constitutivamente, porque se compone de potencia y acto; e históricamente, porque cambia con el tiempo y se trasmite por él la modalidad efectiva de su actuación espiritual.
No cabe una definición del hombre, sino una historia; todo cambia, excepto la verdad que explica el cambio. Sin embargo, nos parece que el hecho de que el hombre tenga historia no imposibilita su definición; el propio Nicol ha dado su idea del hombre; y todo su libro descansa sobre un supuesto, a saber: que el hombre tiene una estructura permanente. Una determinada idea del hombre, dada en una determinada situación vital e histórica, es verdadera según Nicol cuando se ajusta a la situación; cabe preguntarse si se está hablando, en rigor, de verdad o de fidelidad. Por lo demás, el monumental volumen La idea del hombre -de Tales de Mileto a Aristóteles- puede parangonarse con la más seria bibliografía contemporánea sobre el tema.
- El contenido de este artículo incorpora material de la Gran Enciclopedia Rialp que mediante una autorización permitió agregar contenidos y publicarlos bajo licencia GFDL. La autorización fue revocada en abril de 2008, así que no se debe añadir más contenido de esta enciclopedia.

- Datos: Q5967019